# Гимнастика на Летњим олимпијским играма 1896 — разбој за мушкарце
Такмичњење на разбоју за мушкарце је било једна од осам гимнастичких дисциплина на програму Олимпијским играма 1896 у Атини. То је била седма гимнастичка дисциплина која је одржана 10. априла. Учествовало је 18 гимнастичара из шест земаља. Одлуком судија победио је Алфред Флатов а Луис Цутер је био други.

## Земље учеснице
- Бугарска (1)
- Немачка (10)
- Француска {1}
- Швајцарска (1)
- Мађарска (2)
- Грчка {3}

## Победници
| Алфред Флатов Немачка | Луис Цутер Швајцарска | - |

## Коначан пласман
| Место | Гимнастичар                |
| ----- | -------------------------- |
|       | Алфред Флатов Немачка      |
|       | Луис Цутер Швајцарска      |
| -     | Конрад Бекер Немачка       |
| -     | Шарл Шампо Бугарска        |
| -     | Густав Флатов Немачка      |
| -     | Алфонс Гризел Француска    |
| -     | Георг Хилмар Немачка       |
| -     | Ђула Какаш Мађарска        |
| -     | Филипос Карвелас Грчка     |
| -     | Фриц Мантојфел Немачка     |
| -     | Јоанис Митропулос Грчка    |
| -     | Карл Нојкирх Немачка       |
| -     | Антониос Папаигану Грчка   |
| -     | Рихард Рештел Немачка      |
| -     | Густав Шуфт Немачка        |
| -     | Карл Шуман Немачка         |
| -     | Десидеријус Вен Мађарска   |
| -     | Херман Вајнгертнер Немачка |